# مرادی کشک
مرادی کشک، روستایی از توابع بخش کاروان شهرستان زرآباد در استان سیستان و بلوچستان ایران است.

## جمعیت
این روستا در دهستان زرآباد غربی قرار دارد و براساس سرشماری مرکز آمار ایران در سال ۱۳۸۵، جمعیت آن ۱۴۱ نفر (۲۵خانوار) بوده‌است.